# 김희수 (의료인)
김희수(金熺洙, 1928년 7월 9일 ~ )는 대한민국의 안과 의사이다. 건양대학교를 설립했다.
본관은 광산(光山)이고 충청남도 공주 출생이다.

## 학력
- 충청남도 공주고등보통학교 졸업
- 세브란스 의과대학교 의학사 졸업 (안과 전공)
- 미국 일리노이 주립대학교 의과대학원 의학석사 졸업
- 연세대학교 의과대학원 의학박사 졸업